# 中西ゆういちろう
中西ゆういちろう（なかにし ゆういちろう、1974年11月9日 - ）は、福岡県出身のキーボーディスト、アレンジャー、音楽プロデューサー、サウンドエンジニアである。

## 来歴
1994年にアレンジャー、ピアニストとして音楽活動を始める。1994年から2006年まではジャズ、ブルースのキーボード奏者として活動。並行して、プロデュース業も本格化し2006年より東京で活動。福岡県のインディーズバンド、プロアマミュージシャンと関わりが深く、2006年には北九州のプロミュージシャン総勢13人が参加しているCDアルバム、｢中西ゆういちろうプロジェクトvol.1｣を発表。

## 主な作品
- チャチャタウン小倉　CM（2001）-編曲
- 黒崎メイト　CM （2005）-音楽
- 質みなみ　CM （2004）-編曲
- パニック4ROOMS（2009年） - 音楽
- TOYOTA アメリカ CM（2010年） - 音楽
- キナリ　草花木果　CM（2010年）- 音楽
- 相川七瀬　black butterfly （2011年）- 音楽アレンジ
- 相川七瀬　GIRL FRIEND（2011年）- 音楽アレンジ
- サンリオ　ピューロランド「誕生リトルレディジュエル」（2014年）- 音楽
- ポケットモンスターXY&Z ED「プニちゃんのうた」-編曲
- サンリオ　ピューロランド　夏祭り　（2015年）- 音楽
- サンリオ　ピューロランド　「ぐでたま　ザ・ム〜ビ〜ショ〜」（2016年）- 音楽
- 夕暮れの催眠教室[1]（2015年） - 音楽　MA
  - ショートショートフィルムフェスティバル＆アジア2016　ジャパン部門ノミネート
  - Skipシティ国際Dシネマ映画祭　短編部門　奨励賞
  - 札幌国際短編映画祭 オフィシャルセレクション　オフシアター部門上映
- 40万分の1（2018年） - 音楽　MA
- サウナーマン（2019年）- MA
- 天 赤木しげる葬式編（2019年）- MA
- 闇國（2019年）- MA
- その瞬間、僕は泣きたくなった-CINEMA FIGHTERS project-「魔女に焦がれて」（2019年）- 音楽　MA
- ダイジョウブ　Girls2(2019年）- 音楽アレンジ
- 半狂乱　(2020年) - MA
- エ・キ・ス・ト・ラ!!!(2020年) - MA
- LOVE STAGE!!(2020年) - 音楽
- 新卒ポモドーロ[2]（2020年）- 音楽　MA
- 高嶺のハナさん(2021年) - MA
- WOWOW ひとりで飲めるもん！(2021年) - MA
- おばあさんの皮[3]（2021年）- 音楽　MA
- あいたくてあいたくてあいたくて(2022年) - MA
- 遠くへ,もっと遠くへ(2022年) - MA
- なぎさにて[4]（2022年）- 音楽　MA
- 人でなしの恋[5]（2022年）- 音楽　MA
- 鍵[6]（2022年）- 音楽　MA
- OTHELLO（2022年）- 音楽　MA
- 高嶺のハナさん2 (2022年) - MA
- sio「100年続く、店の始まり」(2023年) - 音楽　MA
- ほろほろほかほかワシワシ食べる(2024年) - MA
- 猫と私と、もう1人のネコ(2024年) - 音楽　MA
- 春になれ　BUMP用ドラマ(2024年) - 音楽　MA
- においが眠るまで(2024年) - MA